# Playa de Getares
La Playa de Getares se localiza al sur de la ciudad de Algeciras (provincia de Cádiz) España, comprende el trecho de costa que va desde la punta de San García hasta la punta de Getares donde comienzan los acantilados del estrecho de Gibraltar.
Su nombre procede de una factoría de salazones romana que se encuentra en las proximidades llamada Caetaria, de donde derivaría el ablativo plural Cetariis, adaptado al árabe como Xetares en lugar del esperado Chetares. Durante la Edad Media, Xetares aparece en las crónicas de Alfonso XI; el origen etimológico de San García es totalmente dudoso sobre su procedencia, ya que es cierto que no existe ningún santo con ese nombre por lo que probablemente este topónimo aparezca como corrupción de Sancho García o alguno similar.
En la playa de Getares suelen diferenciarse dos zonas, la zona de San García al norte, con pequeños cantos rodados en vez de arena y arrecifes en el agua, de 800 metros de longitud y la zona de Getares propiamente dicha con arena más fina y unos 1.590 metros. Toda la playa se encuentra rodeada por urbanizaciones de adosados y posee un paseo marítimo con bares y restaurantes. La playa es cruzada por el río Pícaro que forma en las proximidades un bosque de galería que ha quedado rodeado de construcciones aunque aún es posible visitarlo en el parque fluvial construido a principios del siglo XXI y por el río Marchenilla que desemboca más al sur que el anterior y por lo tanto ha quedado intacto del proceso urbanizador de la zona.
La aguas de la playa se encuentran incluidas en el parque natural del Estrecho así como la punta de San García que se encuentra al norte y donde además puede visitarse el parque del Centenario.